# Système à base 36
La base 36 est une base de numération positionnelle qui utilise 36 comme base. Le choix de 36 est pratique car il peut être représenté en utilisant les chiffres du système de numération indo-arabe (0-9) et les vingt-six lettres de l'alphabet latin (A-Z). La base 36 est donc le système de numération insensible à la casse le plus compact utilisant les caractères ASCII.

## Exemples
Table de conversion :
| Décimal | 0  | 1  | 2  | 3  | 4  | 5  | 6  | 7  | 8  | 9  | 10 | 11 | 12 | 13 | 14 | 15 | 16 | 17 |
| Sénaire | 0  | 1  | 2  | 3  | 4  | 5  | 10 | 11 | 12 | 13 | 14 | 15 | 20 | 21 | 22 | 23 | 24 | 25 |
| Base 36 | 0  | 1  | 2  | 3  | 4  | 5  | 6  | 7  | 8  | 9  | A  | B  | C  | D  | E  | F  | G  | H  |
|         |    |    |    |    |    |    |    |    |    |    |    |    |    |    |    |    |    |    |
| Décimal | 18 | 19 | 20 | 21 | 22 | 23 | 24 | 25 | 26 | 27 | 28 | 29 | 30 | 31 | 32 | 33 | 34 | 35 |
| Sénaire | 30 | 31 | 32 | 33 | 34 | 35 | 40 | 41 | 42 | 43 | 44 | 45 | 50 | 51 | 52 | 53 | 54 | 55 |
| Base 36 | I  | J  | K  | L  | M  | N  | O  | P  | Q  | R  | S  | T  | U  | V  | W  | X  | Y  | Z  |

Quelques nombres dans le système décimal, en sénaire et base 36:
| Décimal           | Sénaire             | Base 36  |
| ----------------- | ------------------- | -------- |
| 1                 | 1                   | 1        |
| 10                | 14                  | A        |
| 100               | 244                 | 2S       |
| 1 000             | 4344                | RS       |
| 10 000            | 11 4144             | 7PS      |
| 100 000           | 205 0544            | 255S     |
| 1 000 000         | 3323 3344           | LFLS     |
| 1 000 000 000     | 2431 2124 5344      | GJDGXS   |
| 1 000 000 000 000 | 2043 2210 1030 1344 | CRE66I9S |

| Sénaire                | Base 36   | Décimal            |
| ---------------------- | --------- | ------------------ |
| 1                      | 1         | 1                  |
| 100                    | 10        | 36                 |
| 1 0000                 | 100       | 1 296              |
| 100 0000               | 1000      | 46 656             |
| 1 0000 0000            | 10000     | 1 679 616          |
| 100 0000 0000          | 100000    | 60 466 176         |
| 1 0000 0000 0000       | 1000000   | 2 176 782 336      |
| 100 0000 0000 0000     | 10000000  | 78 364 164 096     |
| 1 0000 0000 0000 0000  | 100000000 | 2 821 109 907 456  |
| 52 3032 3041 2221 3014 | WIKIPEDIA | 91 730 738 691 298 |

| Fraction    | Décimal  | Sénaire | Base 36 |
| ----------- | -------- | ------- | ------- |
| 1/2         | 0,5      | 0,3     | 0,I     |
| 1/3         | 0,3      | 0,2     | 0,C     |
| 1/4         | 0,25     | 0,13    | 0,9     |
| 1/5         | 0,2      | 0,1     | 0,7     |
| 1/6 (1/10)  | 0,16     | 0,1     | 0,6     |
| 1/7 (1/11)  | 0,142857 | 0,05    | 0,5     |
| 1/8 (1/12)  | 0,125    | 0,043   | 0,4I    |
| 1/9 (1/13)  | 0,1      | 0,04    | 0,4     |
| 1/10 (1/14) | 0,1      | 0,03    | 0,3L    |

## Conversion

### En C
```
static
 
char
 
*
base36enc
(
long
 
unsigned
 
int
 
value
)

{

	
char
 
base36
[
36
]
 
=
 
"0123456789ABCDEFGHIJKLMNOPQRSTUVWXYZ"
;

	
/* log(2**64) / log(36) = 12.38 => max 13 char + '\0' */

	
char
 
buffer
[
14
];

	
unsigned
 
int
 
offset
 
=
 
sizeof
(
buffer
);

	
buffer
[
--
offset
]
 
=
 
'\0'
;

	
do
 
{

		
buffer
[
--
offset
]
 
=
 
base36
[
value
 
%
 
36
];

	
}
 
while
 
(
value
 
/=
 
36
);

	
return
 
strdup
(
&
buffer
[
offset
]);
 
// warning: this must be free-d by the user

}

static
 
long
 
unsigned
 
int
 
base36dec
(
const
 
char
 
*
text
)

{

	
return
 
strtoul
(
text
,
 
NULL
,
 
36
);

}

```

### En Java
```
public
 
class
 
Base36
 
{

  
public
 
static
 
long
 
decode
(
final
 
String
 
value
)
 
{

    
return
 
Long
.
parseLong
(
value
,
 
36
);

  
}

  
public
 
static
 
String
 
encode
(
final
 
long
 
value
)
 
{

    
return
 
Long
.
toString
(
value
,
 
36
);

  
}

}

```

### En PHP
```
The decimal value of 12abcxyz is 
<?php
 
print
 
base_convert
(
"12abcxyz"
,
36
,
10
);
 
?>

```

### En Ruby
```
1412823931503067241
.
to_s
(
36
)
  
#=> "aqf8aa0006eh"

"aqf8aa0006eh"
.
to_i
(
36
)
  
#=> 1412823931503067241

```

### En JavaScript
```
(
1234567890
).
toString
(
36
)
  
// => "kf12oi"

parseInt
(
"kf12oi"
,
36
)
 
// => 1234567890

```

### En bash
Le code suivant fonctionne dans tout shell conforme à la norme POSIX, mais il nécessite le logiciel bc et utilisation de la commande echo avec l'option -n (qui peut poser des problèmes de compatibilité).
```
b36
(){

        
b36arr
=(
0
 
1
 
2
 
3
 
4
 
5
 
6
 
7
 
8
 
9
 
A
 
B
 
C
 
D
 
E
 
F
 
G
 
H
 
I
 
J
 
K
 
L
 
M
 
N
 
O
 
P
 
Q
 
R
 
S
 
T
 
U
 
V
 
W
 
X
 
Y
 
Z
)

        
for
     
i
 
in
 
$(
echo
 
"obase=36; 
$1
"
|
 
bc
)

        
do
      
echo
 
-n
 
${
b36arr
[
${
i
#0
}
]
}

        
done

        
echo

}

```